# Киркэешть
Киркэешть, Киркаешты (рум. Chircăiești) — село в Каушанском районе Молдавии. Относится к сёлам, не образующим коммуну.

## География
Село расположено на высоте 88 метров над уровнем моря.

## Население
По данным переписи населения 2004 года, в селе Киркэешть проживает 3523 человека (1739 мужчин, 1784 женщины).
Этнический состав села:
| Национальность | Число жителей | Процентный состав |
| -------------- | ------------- | ----------------- |
| молдаване      | 3422          | 97,13             |
| румыны         | 55            | 1,56              |
| русские        | 25            | 0,71              |
| украинцы       | 8             | 0,23              |
| гагаузы        | 4             | 0,11              |
| болгары        | 3             | 0,09              |
| прочие         | 6             | 0,17              |
| Всего          | 3523          | 100 %             |

## Достопримечательности
В селе найдены остатки Траянова вала.

## Известные уроженцы
- Журавский, Николай Афанасьевич (род. 1964) — молдавский каноист, президент молдавского Национального олимпийского комитета (с 2001 года).
- Иордан, Вячеслав (род. 1966) — молдавский политик, исполняющий обязанности генерального примара Кишинёва (январь—июнь 2007 года).